# ناحية حربنفسه
ناحية حربنفسه إحدى نواحي سوريا تتبع إداريّاً لمحافظة حماة منطقة حماة ومركزها بلدة حربنفسه، بلغ تعداد سكان الناحية 54,592 نسمة حسب التعداد السكاني لعام 2004.

## بلدات وقرى ناحية حربنفسه
أكراد إبراهيم، عقرب، البجة، بللين، بيصين، بيرين، البية، بولص، دير الفرديس، الحميري، حربنفسه، جدرين، جافعا، جرجيسة، كفر قدح، خربة عارف، خربة الجامع، خربة القصر، الموعة، موسى الحولة، قفيلون، الروضة، الصومعة، طلف، تومين، الزارة، الطليسية الجنوبية،